# Aalesunds Fotballklubb 2009
Questa voce raccoglie le informazioni riguardanti lo Aalesunds Fotballklubb nelle competizioni ufficiali della stagione 2009.

## Rosa
| N. |                       | Ruolo | Calciatore              |
| -- | --------------------- | ----- | ----------------------- |
| 1  | Norvegia (bandiera)   | P     | Sten Grytebust          |
| 2  | Norvegia (bandiera)   | C     | Amund Skiri             |
| 4  | Norvegia (bandiera)   | D     | Jonatan Tollås          |
| 5  | Finlandia (bandiera)  | D     | Ville Jalasto           |
| 6  | Norvegia (bandiera)   | C     | Øyvind Gram             |
| 7  | Norvegia (bandiera)   | C     | Trond Fredriksen        |
| 8  | Norvegia (bandiera)   | A     | Tor Hogne Aarøy         |
| 9  | Norvegia (bandiera)   | A     | Glenn Roberts           |
| 10 | Svezia (bandiera)     | C     | Johan Arneng            |
| 11 | Costa Rica (bandiera) | C     | Pablo Herrera Barrantes |
| 12 | Norvegia (bandiera)   | P     | Andreas Lie             |
| 13 | Danimarca (bandiera)  | P     | Anders Lindegaard       |
| 14 | Norvegia (bandiera)   | D     | Jonathan Parr           |
| 15 | Svezia (bandiera)     | D     | Daniel Arnefjord        |

| N. |                        | Ruolo | Calciatore           |
| -- | ---------------------- | ----- | -------------------- |
| 16 | Estonia (bandiera)     | D     | Enar Jääger          |
| 17 | Giamaica (bandiera)    | C     | Demar Phillips       |
| 18 | Giamaica (bandiera)    | C     | Khari Stephenson     |
| 19 | Norvegia (bandiera)    | C     | Peter Orry Larsen    |
| 20 | Norvegia (bandiera)    | A     | Didrik Fløtre        |
| 21 | Norvegia (bandiera)    | A     | Alexander Mathisen   |
| 22 | Norvegia (bandiera)    | C     | Fredrik Carlsen      |
| 23 | Norvegia (bandiera)    | A     | Espen Standal        |
| 24 | Stati Uniti (bandiera) | P     | Adin Brown           |
| 25 | Brasile (bandiera)     | A     | Diego Silva          |
| 26 | Norvegia (bandiera)    | C     | Sverre Hjelle Økland |
| 31 | Honduras (bandiera)    | C     | Reinieri Mayorquín   |
| 33 | Finlandia (bandiera)   | A     | Peter Kopteff        |
| 74 | Norvegia (bandiera)    | D     | Simen Solbak         |

## Risultati

### Campionato

#### Girone di andata
| Arbitro: | Hauge (Bergen) |

|             |           |               |
| Carlsen 45’ | Marcatori | 48’ Rushfeldt |

| Arbitro: | Helgerud (Lier) |

|              |           |             |
| Sæternes 29’ | Marcatori | 34’ Kopteff |

| Arbitro: | Sælen (Bergen) |

|                         |           |           |
| Aarøy 8’, 58’ Skiri 36’ | Marcatori | 52’ Riise |

| Arbitro: | Øvrebø (Oslo) |

|                                                         |           |                    |
| Rambekk 24’ Kovács 45’ Brenne 71’ Lindegaard 80’ (aut.) | Marcatori | 5’ Skiri 15’ Aarøy |

| Arbitro: | Edvartsen (Hamar) |

|                   |           |             |
| Arneng 31’ (rig.) | Marcatori | 86’ Bolaños |

| Arbitro: | Sælen (Bergen) |

|  |           |          |
|  | Marcatori | 50’ Parr |

| Arbitro: | Berntsen (Vang) |

|  |           |                         |
|  | Marcatori | 60’ M. Diouf 63’ Hoseth |

| Arbitro: | Edvartsen (Hamar) |

|                                |           |  |
| Winsnes 24’ (rig.) Nystrøm 64’ | Marcatori |  |

| Arbitro: | Skjerven (Kaupanger) |

|                        |           |  |
| Silva 34’ Mathisen 89’ | Marcatori |  |

| Arbitro: | Hafsås |

|                                           |           |  |
| T. Rønning 24’ Ludvigsen 47’ Sørensen 70’ | Marcatori |  |

| Arbitro: | Johnsen |

|                |           |  |
| Stephenson 61’ | Marcatori |  |

| Arbitro: | Skjerven (Kaupanger) |

|            |           |                       |
| Madsen 58’ | Marcatori | 71’ Kopteff 81’ Aarøy |

| Arbitro: | Sandmoen |

|  |           |           |
|  | Marcatori | 17’ Fillo |

| Arbitro: | Hauge (Bergen) |

|  |           |                              |
|  | Marcatori | 9’ Konan 20’ Olsen 76’ Prica |

| Arbitro: | Helgerud (Lier) |

|                        |           |           |
| Huseklepp 9’ Bakke 61’ | Marcatori | 90’ Aarøy |

#### Girone di ritorno
| Arbitro: | Olsen (Kristiansand) |

|                                             |           |                |
| Adriano 26’ Moldskred 72’ Jääger 81’ (aut.) | Marcatori | 45’ Stephenson |

| Arbitro: | Helgerud (Lier) |

|                             |           |                     |
| Mathisen 4’, 41’ Arneng 23’ | Marcatori | 32’ Muri 90’ Fellah |

| Arbitro: | Johnsen |

|               |           |             |
| Eziyodawe 66’ | Marcatori | 39’ Kopteff |

| Arbitro: | Sandmoen |

|          |           |             |
| Parr 48’ | Marcatori | 77’ Éverton |

| Arbitro: | Johnsen |

|                                   |           |  |
| Berglund 5’ Farnerud 21’ Hoff 63’ | Marcatori |  |

| Arbitro: | Skjerven (Kaupanger) |

|            |           |                         |
| Fløtre 90’ | Marcatori | 15’ Brenne 85’ Sørensen |

| Arbitro: | Olsen (Kristiansand) |

|                              |           |                       |
| P. Diouf 2’, 25’ Moström 80’ | Marcatori | 80’ (rig.) Stephenson |

| Arbitro: | Johnsen |

|                    |           |             |
| Bjørdal 44’ (aut.) | Marcatori | 42’ Bjørdal |

| Arbitro: | Helgerud (Lier) |

|  |           |                      |
|  | Marcatori | 3’ Aarøy 38’ Roberts |

| Arbitro: | Staberg |

|                                               |           |  |
| Herrera 51’ Bjarnason 64’ (aut.) Mathisen 71’ | Marcatori |  |

| Arbitro: | Hafsås |

|               |           |                |
| Steenslid 18’ | Marcatori | 78’ Stephenson |

| Arbitro: | Moen (Haugesund) |

|             |           |          |
| Herrera 45’ | Marcatori | 43’ Mane |

| Arbitro: | Hafsås |

|  |           |             |
|  | Marcatori | 60’ Roberts |

| Arbitro: | Sælen (Bergen) |

|                      |           |           |
| Traoré 63’ Prica 76’ | Marcatori | 56’ Silva |

| Arbitro: | Edvartsen (Hamar) |

|           |           |           |
| Silva 68’ | Marcatori | 19’ Keita |

### Coppa di Norvegia
| Brattvåg 10 maggio 2009, ore 18:00 CEST Primo turno                              | Brattvåg  | 0 – 5 referto                                  | Aalesund | Brattvåg gras |
| \| \| \| \| \| \| Marcatori \| 17’, 55’ Silva 35’, 53’ Arnefjord 90’ Mathisen \| |           |                                                |          |               |
|                                                                                  |           |                                                |          |               |
|                                                                                  | Marcatori | 17’, 55’ Silva 35’, 53’ Arnefjord 90’ Mathisen |          |               |

| Kristiansund 28 maggio 2009, ore 18:00 CEST Secondo turno | Kristiansund | 0 – 2 referto         | Aalesund | Atlanten Stadion |
| \| \| \| \| \| \| Marcatori \| 46’ Arneng 68’ Larsen \|   |              |                       |          |                  |
|                                                           |              |                       |          |                  |
|                                                           | Marcatori    | 46’ Arneng 68’ Larsen |          |                  |

| Ålesund 17 giugno 2009, ore 18:00 CEST Terzo turno                        | Aalesund  | 2 – 1 referto     | Stavanger | Color Line Stadion |
| \| \| \| \| \| Roberts 50’ Aarøy 53’ \| Marcatori \| 62’ (aut.) Tollås \| |           |                   |           |                    |
|                                                                           |           |                   |           |                    |
| Roberts 50’ Aarøy 53’                                                     | Marcatori | 62’ (aut.) Tollås |           |                    |

| Arbitro: | Øvrebø (Oslo) |

|  |           |              |
|  | Marcatori | 56’ Mathisen |

| Ålesund 8 agosto 2009, ore 16:00 CEST Quarti di finale                            | Aalesund  | 3 – 1 referto | Stabæk | Color Line Stadion |
| \| \| \| \| \| Parr 35’ Jalasto 78’ Stephenson 85’ \| Marcatori \| 8’ Pálmason \| |           |               |        |                    |
|                                                                                   |           |               |        |                    |
| Parr 35’ Jalasto 78’ Stephenson 85’                                               | Marcatori | 8’ Pálmason   |        |                    |

| Ålesund 24 settembre 2009, ore 19:00 CEST Semifinale | Aalesund  | 1 – 0 referto | Odd Grenland | Color Line Stadion (10.236 spett.) |
| \| \| \| \| \| Aarøy 60’ \| Marcatori \| \|          |           |               |              |                                    |
|                                                      |           |               |              |                                    |
| Aarøy 60’                                            | Marcatori |               |              |                                    |

| Arbitro: | Helgerud (Lier) |

|                                    |                      |                                          |
| M. Diouf 27’, 96’                  | Marcatori            | 54’ Roberts 115’ Aarøy                   |
| P. Diouf Steen Forren Thioune Mota | Tiri di rigore 4 – 5 | Skiri Phillips Herrera Arneng Stephenson |